# Southern Illinois University Edwardsville

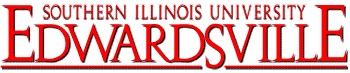
Logo der Universität

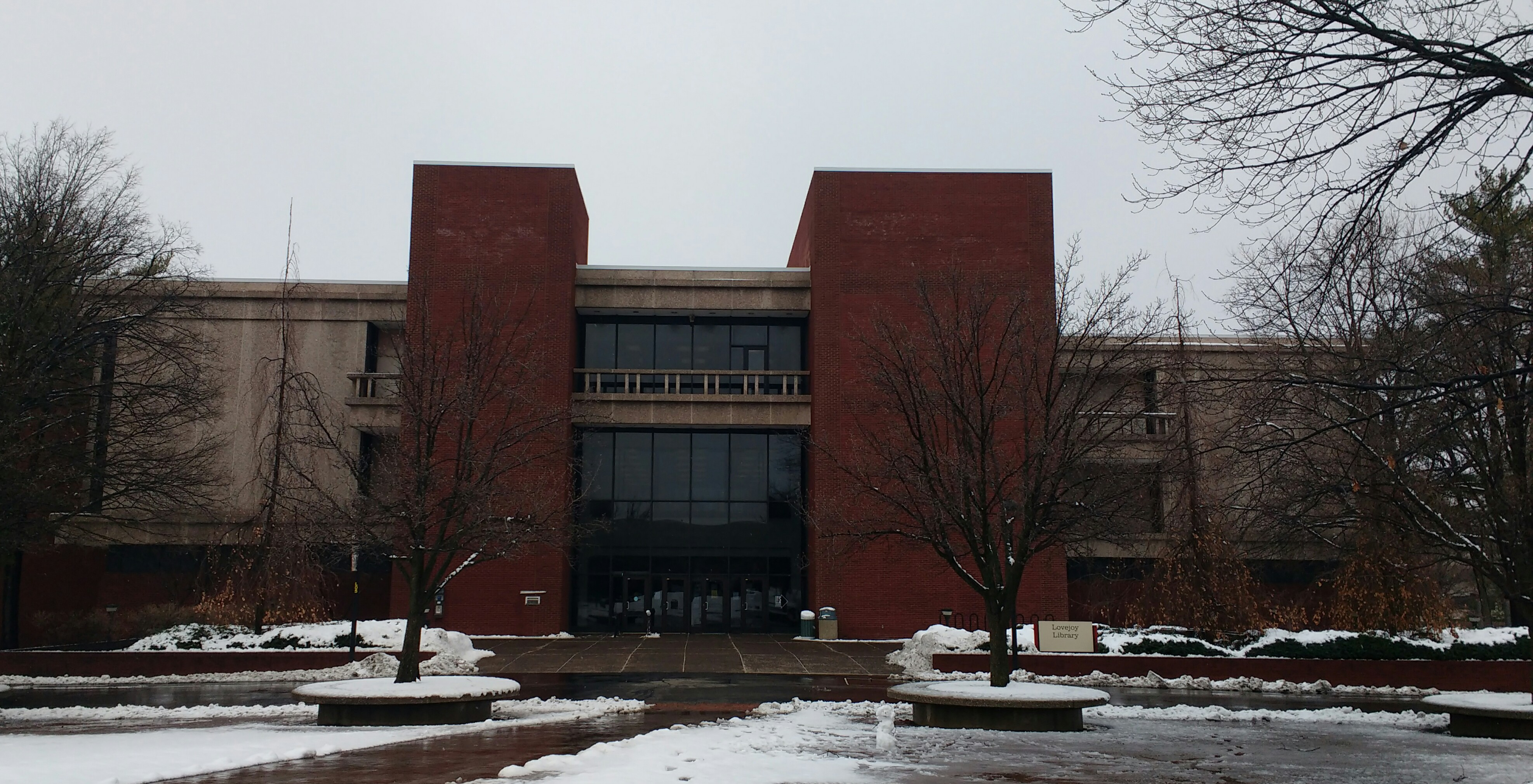
Südeingang (Bibliothek) der Universität

Die Southern Illinois University Edwardsville ist eine staatliche Universität in Edwardsville im US-Bundesstaat Illinois. Die Hochschule ist die kleinere und jüngere der zwei Hochschulen, die zum Hochschulverbund Southern Illinois University System gehören. Sie wurde 1957 gegründet. Derzeit sind hier 13.449 Studenten eingeschrieben.
Die Sportteams der SIU Edwardsville sind die Cougars. Die Hochschule ist seit 2007 Mitglied in der Ohio Valley Conference. Davor war sie Mitglied in der Great Lakes Valley Conference.